# Federació Catalana de Tir Olímpic
La Federació Catalana de Tir Olímpic  és l'organisme rector que ordena, impulsa i dirigeix tota l'activitat esportiva del tir olímpic a Catalunya. Forma part de la Unió de Federacions Esportives de Catalunya.

## Història
La Federació Catalana de Tir Olímpic, no va néixer amb aquest nom fins a l'any 1983, quan es va fundar sota la normativa en matèria esportiva de la Generalitat de Catalunya. El tir esportiu, però, té més de cent anys d'història a Catalunya i es remunta a principis del segle xx. En concret al 15 de gener de 1905, quan va néixer la Representación Provincial del Tiro Nacional de España a Barcelona, la primera secció local d'aquest organisme estatal nascut el 1900 amb seu a Madrid. Aquesta entitat, amb el general Alberto María de Borbón, com a primer president, va regular la branca de precisió d'aquest esport fins a la dècada dels anys 80.
El tir al plat, per la seva banda, va néixer al principi dels anys 20 en el si de l'Associació de Caçadors de Catalunya i el 1939 es va fundar la Federació Catalana d'aquest esport. El tir de precisió, en canvi, no tenia federació pròpia però la representació del Tir Nacional de Barcelona, gairebé sempre presidida per militars, va fer les funcions de federació catalana durant molts anys i fins i tot durant la dècada dels 50, sota la presidència de José Botey, Fernando Álvarez de Alarcón, Pedro Regalado i Francisco Gayà, va ser oficialment una delegació regional catalana del Tiro Nacional de España.
El 21 de novembre de 1968, però, la Delegación Nacional de Educación Física y Deportes (DNEFD) va decidir fusionar les federacions espanyoles de Tiro al Plato i Tiro Nacional donant pas al naixement de la Federación Nacional de Tiro Olímpico Español. El nou organisme es va estructurar en federacions provincials i la Federación Provincial de Barcelona de Tiro Olímpico Español (sección precisión) va ser la que va organitzar aquest esport fins que el 1983, amb la nova normativa en matèria d'esports de la Generalitat de Catalunya, va néixer la Federació Catalana de Tir Olímpic amb entitat jurídica pròpia i quatre delegacions territorials a Barcelona, Tarragona, Lleida i Girona.
Al mateix temps, el Tiro Nacional de Barcelona es va reconvertir en un club esportiu sota la denominació de Tir Esportiu de Barcelona. Regeix les modalitats de carrabina, pistola, armes curtes esportives, armes curtes històriques, alta precisió, recorreguts de tir, fossat olímpic, fossat Universal, doble trap, skeet i combinada. Durant tots aquests anys, ha organitzat els seus propis campionats de Catalunya de totes les disciplines i modalitats i ha coorganitzat també els Jocs Olímpics de Barcelona, que van deixar el llegat del camp i la galeria de tir de Mollet del Vallès, el Campionat del Món de Tir al Plat de 1993, la Copa del Món de Precisió de 1994 i el Campionat del Món de Tir Olímpic de 1998, així com diverses edicions de la Copa del Món de la International Shooting Sport Federation (ISSF).
Des de la seva constitució com a Federació Catalana amb entitat jurídica pròpia, ha tingut prop d'una vintena de tiradors afiliats a ella han participat en totes les edicions dels Jocs Olímpics des de Roma 1960 fins a Londres 2012 excepte la d'Atenes 2004, destacant els tiradors olímpics Josep Bladas, Enric Claverolo o Jordi Guardiola, que va guanyar la medalla de bronze en skeet, una especialitat de tir al plat en els Jocs Olímpics de Seül, ciutat on deu anys abans, el 1978, Eladi Vallduví s'havia proclamat campió del món de fossat olímpic També, dirigeix la selecció catalana en les competicions en què participa. Disposa de l'Escola Catalana de Tir, d'un col·legi d'àrbitres i jutges, així com delegacions territorials a les quatre províncies catalanes.

## Presidents

### Francisco Gayà Riera (1968-1969)
Va ser un destacat tirador d'arma curta i a la fi de la dècada dels cinquanta es va convertir en vicepresident de la representació del Tir Nacional a Barcelona, considerada com a Federació Catalana de Tir de Precisió on ocupà la presidència el 1968 fins al 1969, quan va ser nomenat assessor tècnic de la Federació Espanyola. Autor del llibre Tiro de Precisión, era tècnic en balística i `va ser modernitzador del polígon de tir de Vista Alegre del Tir Nacional de Barcelona, també va ser entrenador de l'equip espanyol d'arma curta i preparador dels tiradors olímpics per als Jocs Olímpics de Múnic.

### Mario Gran Gutiérrez (1969-1972)
Expert tirador, guanyador de diversos concursos i campionats i soci del Tir Nacional de Barcelona des de 1961, va substituir Francisco Gayá a la presidència de l'entitat el 1969. Durant el seu mandat va insistir davant de la Federació Espanyola en la conveniència de crear clubs de tir particulars i va deixar com a principal llegat la construcció d'un gimnàs al Polígon de Tir de Vista Alegre.

### Santiago Pi Buxeda (1972-1973)
Gran esportista i practicant de la vela i el motociclisme tot terreny al marge del tir al plat, va ser nomenat el 1971 representant a Catalunya de la Federación Nacional de Tiro Olímpico Español i el febrer de 1972 es va convertir en president de la Federació Provincial, càrrec que va ocupar fins al 1973. Es va iniciar en el tir al plat el 1960, el mateix any que va participar en els Jocs Olímpics de Roma com a únic representant de la vela espanyola en la classe Dragó. Capità de iot, va ser tresorer i vocal de la primera directiva de l'Assemblea de Capitans de iot i vocal del Reial Club Marítim de Barcelona.

### Josep Sabaté Alcubilla(1973-1978)
El 1966 va entrar com a vocal a la junta directiva del Tir de Barcelona, on va crear el trofeu que porta el seu nom per a carrabina i pistola d'aire, i el 1969 va ser nomenat secretari de la Federació Provincial, que va acabar presidint entre 1973 i 1978. Durant el seu mandat va treballar en la promoció del planter de futurs tiradors. Quan la Federació de Tir Olímpic de Barcelona es va transformar en el club Tir Esportiu de Barcelona en va ser vicepresident sota la presidència d'Antoni Moltó.

### Francesc Mussons Trullols (1978-1982)
Soci del Tir Nacional de Barcelona va ser el darrer president de la Federació Provincial de Barcelona de Tir Olímpic abans de convertir-se en el Tir Esportiu de Barcelona el 1982 i constituir-se la Federació Catalana el 1983. Va liderar com a president, el procés de transformació de la Federació de Barcelona del Tir Olímpic Espanyol en el Tir Esportiu de Barcelona, que el 18 de maig de 1982 va quedar constituït com una nova societat privada de caràcter esportiu.

### Jordi Batalla Escoda(1983-1996)
Va posar en marxa la Federació Provincial de Tarragona de Tir de Precisió a principis dels anys seixanta, i el 1968, quan el Tiro Nacional de España i la Federació Espanyola de Tir al Plat es van fusionar, es va convertir en el president de la nova Federació Provincial de Tarragona de Tiro Olímpico Español. El 1980 va ser vicepresident de tir al plat de la Federació Espanyola de Tir Olímpic abans de ser elegit president de la Federació Catalana. Durant la seva presidència es van celebrar els Jocs Olímpics de Barcelona de 1992, en els quals va prendre part activa com a jutge internacional. També va ser membre de la Unió Internacional de Tir (UIT), actual International Shooting Sport Federation (ISSF) i del seu Comitè d'Àrbitres, president del Comitè de Promoció de la Confederació Europea de Tir i membre de la junta directiva de la Unió de Federacions Esportives de Catalunya.

### Antoni Moltó Arissa(1996-2016)
Després de practicar diversos esports durant la seva joventut, es va dedicar finalment al tir olímpic, en el qual es va centrar a partir de 1964 guanyant diversos campionats provincials i de Catalunya i formant part en quatre ocasions de l'equip espanyol. Com a directiu, de 1969 a 1973 va ser vocal de la junta directiva del Tir Esportiu de Barcelona, de 1973 a 1977 el secretari i de 1978 a 1982 el vicepresident. El 1987 va ser elegit president del club i posteriorment reelegit fins a l'any 1995. Va ser elegit president de la Federació Catalana de Tir Olímpic el 1996, essent reelegit posteriorment durant tres períodes més. Durant els períodes del seu mandat es va crear l'Escola de Tir per a la Joventut amb col·laboració amb la Secretaria General de l'Esport. Àrbitre nacional i internacional durant els Jocs Olímpics de Barcelona, va ser director de les proves d'arma curta. També va formar part de la junta directiva de la Federació Espanyola de Tir Olímpic, i el 2009 va ser premiat com a millor dirigent de federació per l'Associació Catalana de Dirigents de l'Esport.

### Joan Rodríguez Milán (2016-)
Àrbitre Nacional des del 1977 i Internacional des del 1991, destacant la seva participació arbitral als Jocs Olímpics de Barcelona 1992 i a diferents Campionats del Món, d'Europa i Copes del Món. Va ser president del Col·legi d'Àrbitres de la Federació Catalana de Tir Olímpic del 2001 al 2016, quan va ser nomenat president de la Federació Catalana de Tir Olímpic.